# Saint-André-en-Bresse
Saint-André-en-Bresse település Franciaországban, Saône-et-Loire megyében. Lakosainak száma 129 fő (2022. január 1.). Saint-André-en-Bresse Saint-Vincent-en-Bresse, La Frette, Montret és Savigny-sur-Seille községekkel határos.

## Népesség
A település népessége az elmúlt években az alábbi módon változott:
| Lakosok száma | 110  | 102  | 98   | 98   | 96   | 94   | 105  | 117  | 129  |
|               | 2013 | 2015 | 2016 | 2017 | 2018 | 2019 | 2020 | 2021 | 2022 |